# Chemin de fer Bière–Apples–Morges
| Strecke                                     |           | von Lausanne                                | von Lausanne                |
| Kopfbahnhof Streckenanfang · Bahnhof        | 0,00      | Morges                                      | 382 m ü. M.                 |
| Strecke · Strecke nach links                |           | nach Genf                                   | nach Genf                   |
|                                             |           | Brücke A1 Morges (68 m)                     |                             |
| Haltepunkt / Haltestelle                    | 0,98      | La Gottaz                                   | 391 m ü. M.                 |
| Haltepunkt / Haltestelle                    | 1,48      | Prélionne                                   | 415 m ü. M.                 |
| Blockstelle                                 | 2,0       | Beginn Doppelspurabschnitt                  | Beginn Doppelspurabschnitt  |
| Überleitstelle / Spurwechsel                | 2,4       | Spurwechsel und Blockstelle                 | Spurwechsel und Blockstelle |
| Bahnhof                                     | 2,45      | Chigny                                      | 435 m ü. M.                 |
| Blockstelle                                 | 2,6       | Ende Doppelspurabschnitt                    | Ende Doppelspurabschnitt    |
| Haltepunkt / Haltestelle                    | 3,59      | Vufflens-le-Château                         | 472 m ü. M.                 |
| Haltepunkt / Haltestelle                    | 4,48      | Le Marais                                   | 505 m ü. M.                 |
|                                             |           |                                             |                             |
| Bahnhof                                     | 5,78      | Bussy-Chardonney bis 2009: Bussy-sur-Morges | 505 m ü. M.                 |
|                                             |           |                                             |                             |
| Bahnhof                                     | 7,45      | Yens                                        | 524 m ü. M.                 |
| Haltepunkt / Haltestelle                    | 9,39      | Chardonney-Château                          | 577 m ü. M.                 |
| Haltepunkt / Haltestelle                    | 10,18     | Reverolle                                   | 602 m ü. M.                 |
| Abzweig geradeaus und von rechts            |           | Zweiglinie nach L’Isle                      | Zweiglinie nach L’Isle      |
| Bahnhof                                     | 11,55     | Apples Keilbahnhof                          | 639 m ü. M.                 |
|                                             |           |                                             |                             |
| Haltepunkt / Haltestelle                    | 14,23     | Ballens-Froideville bis 2009: Froideville   | 681 m ü. M.                 |
|                                             |           |                                             |                             |
| Bahnhof                                     | 15,59     | Ballens Kulminationspunkt                   | 710 m ü. M.                 |
| Dienststation / Betriebs- oder Güterbahnhof | 17.810,00 | Bière-Jonction                              | 697 m ü. M.                 |
|                                             |           |                                             |                             |
| Kopfbahnhof Streckenende · Strecke          | 19,08     | Bière                                       | 692 m ü. M.                 |
| Strecke                                     |           | Depot und Werkstätte                        | Depot und Werkstätte        |
| Brücke über Wasserlauf                      |           | Brücke Aubonne (144 m)                      | Brücke Aubonne (144 m)      |
| Haltepunkt / Haltestelle Streckenende       | 1,89      | Bière-Casernes                              | 673 m ü. M.                 |

| Strecke                           |       | von Bière          | von Bière   |
| Bahnhof                           | 0,08  | Apples Keilbahnhof | 639 m ü. M. |
| Abzweig geradeaus und nach rechts |       | nach Morges        | nach Morges |
| Haltepunkt / Haltestelle          | 1,33  | Le Manège          | 627 m ü. M. |
| Bahnhof                           | 3,27  | Pampigny-Sévery    | 625 m ü. M. |
| Haltepunkt / Haltestelle          | 4,35  | Mauraz             | 645 m ü. M. |
| Haltepunkt / Haltestelle          | 6,05  | Tuilerie           | 670 m ü. M. |
| Bahnhof                           | 7,71  | Montricher         | 676 m ü. M. |
| Haltepunkt / Haltestelle          | 9,71  | Villars-Bozon      | 663 m ü. M. |
| Kopfbahnhof Streckenende          | 10,68 | L’Isle             | 665 m ü. M. |
|                                   |       | Remise             |             |

Die Compagnie du Chemin de fer Bière–Apples–Morges (BAM) war eine Privatbahngesellschaft im Kanton Waadt in der Schweiz.
Sie übernahm  die Standseilbahn Cossonay Gare–Ville (CG) und nannte sich im Juli 2003 in Transports de la région Morges–Bière–Cossonay (MBC) um. Die BAM betrieb neben ihrer ursprünglichen Bahnstrecke auch mehrere Buslinien in der Region Morges.

Logo der BAM

BAM, kurz für Bière–Apples–Morges, verblieb zehn Jahre lang als Markenname für den Bahnbetrieb der MBC. Am 19. Juni 2013 teilte das Unternehmen mit, dass künftig sämtliche Aktivitäten unter dem Label MBC auftreten.
Die 19,1 Kilometer lange Hauptstrecke führt von Morges am Ufer des Genfersees über Apples nach Bière am Fusse des Juras. Eine 10,6 Kilometer lange Zweigstrecke verbindet Apples mit L’Isle–Mont-la-Ville.

## Streckenbeschreibung

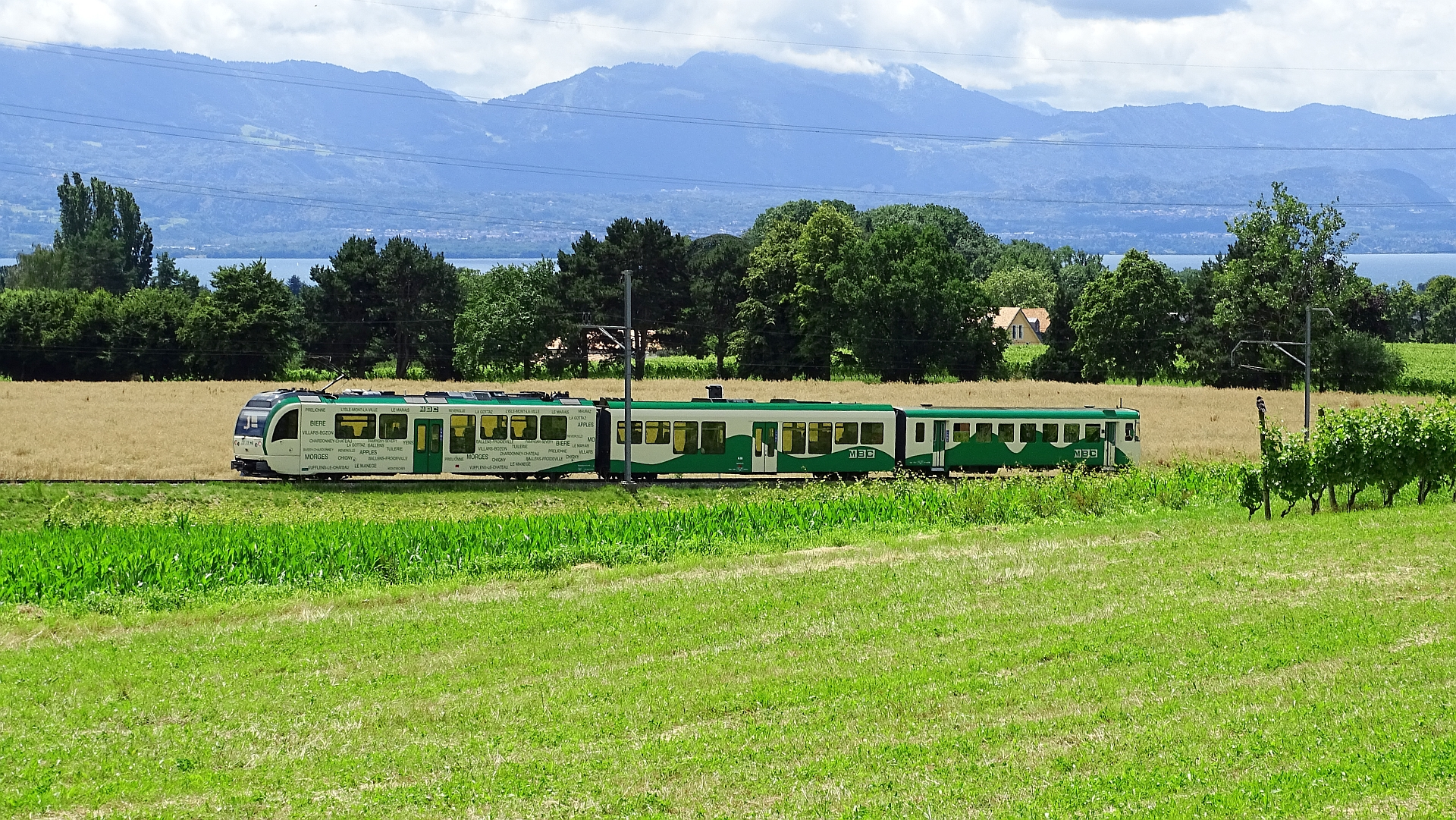
Pendelzug der MBC bei Vufflens-le-Château. Im Hintergrund Genfersee mit dem französischen Ufer.

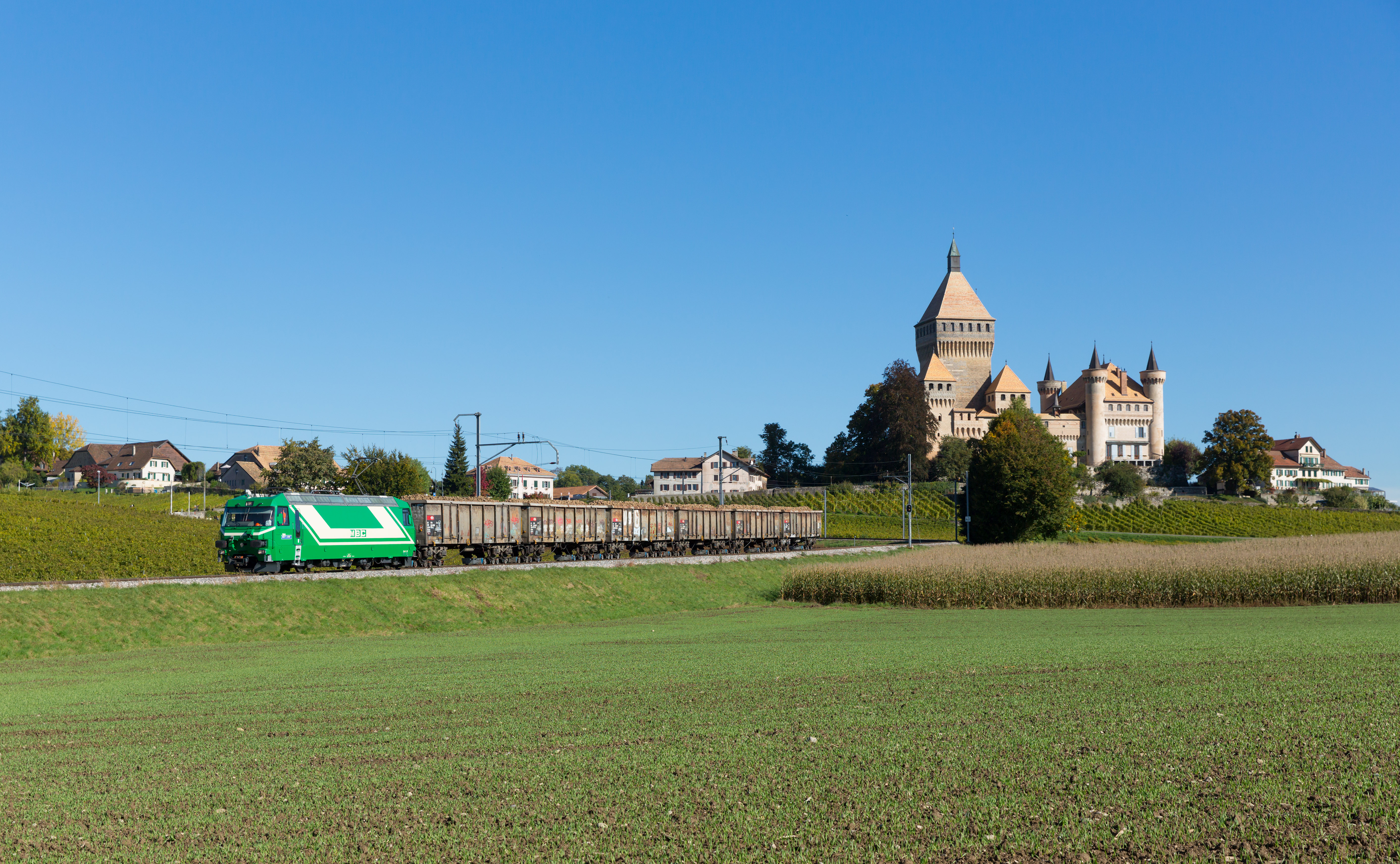
Ge 4/4 mit einem mit Zuckerrüben beladenen Rollbockzug, dahinter das Schloss Vufflens

Nach Verlassen des Bahnhofs von Morges verläuft die BAM-Strecke rund 500 Meter parallel zur SBB-Hauptlinie nach Genf in südwestlicher Richtung. Nach einer Rechtskurve verläuft die Bahn in Richtung Norden und überquert die 1964 eröffnete Autobahn A2. Im Wechsel von Einschnitten und Dämmen führt das Trassee durch Getreidefelder und Rebberge nach Chigny, wo sich seit 2015 ein 600 Meter langer Doppelspurabschnitt befindet. An dessen südlichem Ende wurde ein Abstellgleis für Bauzüge oder für den Zuckerrübenverlad erstellt.
Beim von weitem sichtbaren Schloss Vufflens wendet sich das Gleis westwärts. Über Bussy, wo eine umfangreiche Güteranlage besteht, verläuft die Strecke in westlicher und südwestlicher Richtung bis Yens, wo sie sich in einer Kehre nach Norden wendet. Die Bahn fährt auf einer Steigung zwischen 26 und 35 Promille nach Apples.

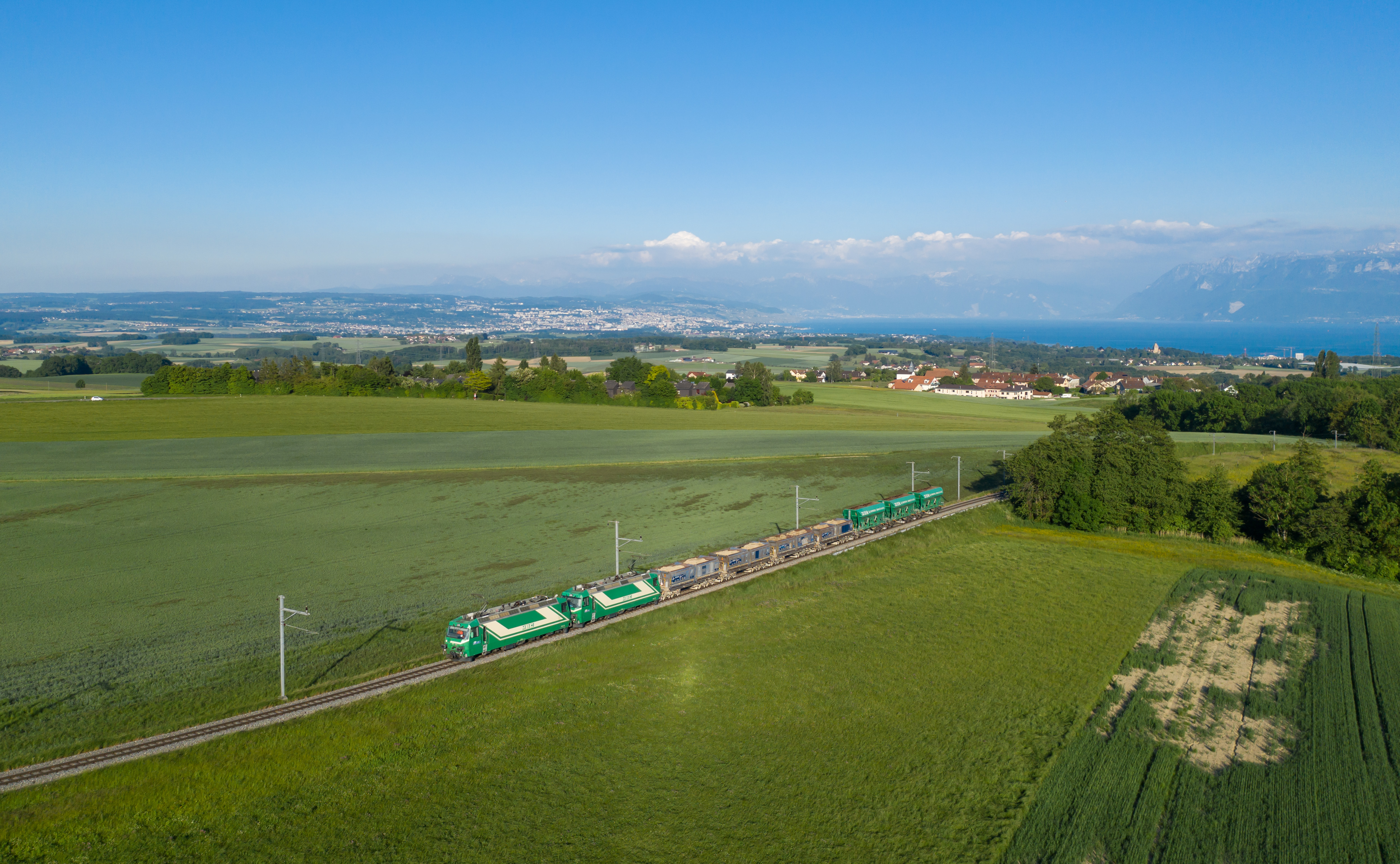
Güterzug mit Aushubmaterial zwischen Reverolle und Apples, im Hintergrund Lausanne, Genfersee und Alpen

Der Bahnhof am westlichen Dorfrand von Apples ist als Keilbahnhof angelegt, das Stationsgebäude befindet sich dabei zwischen den Gleisen der Hauptstrecke und jenen der Zweigstrecke nach L’Isle. Es gab und gibt keine fahrplanmässigen Direktzüge von Morges nach L’Isle. Gelegentliche direkte Züge müssen den Bahnhof Apples Richtung Bière verlassen und danach zurücksetzen. Die Hauptstrecke führt westwärts über flaches bis sanft ansteigendes Gelände, das wegen seiner Schneeverwehungen gefürchtet ist. Bei Ballens wird der höchste Punkt des Streckennetzes erreicht.
Die Endstation in Bière ist der Betriebsmittelpunkt mit Depot und Werkstatt und einer Garage für den bahneigenen Busdienst. Rund einen Kilometer vor dem Streckenende bei Bière zweigt ein 1,9 Kilometer langes Anschlussgleis zur Kaserne der Schweizer Armee ab, das ausschliesslich dem Gütertransport dient.
Die Zweigstrecke führt von Apples aus nordwärts über flaches Gelände. Von den meistens kleinen Dörfern werden Pampigny und L’Isle direkt von der Bahn erschlossen. Steigungen und Gefälle wechseln sich ab. Nach Pampigny führt die Strecke westwärts bis Montricher, dessen Bahnhof rund einen Kilometer vom Dorfzentrum entfernt liegt. Hier biegt die Strecke in einer scharfen Rechtskurve nach Nordosten ab und endet schliesslich im Bahnhof von L’Isle. Die drei von der Zweigstrecke bedienten Ortschaften Pampigny, Sévery und L’Isle haben zusammen weniger als 3000 Einwohner.

## Geschichte

### Bau und Zusammenschluss mit der Chemin de fer Apples–L’Isle

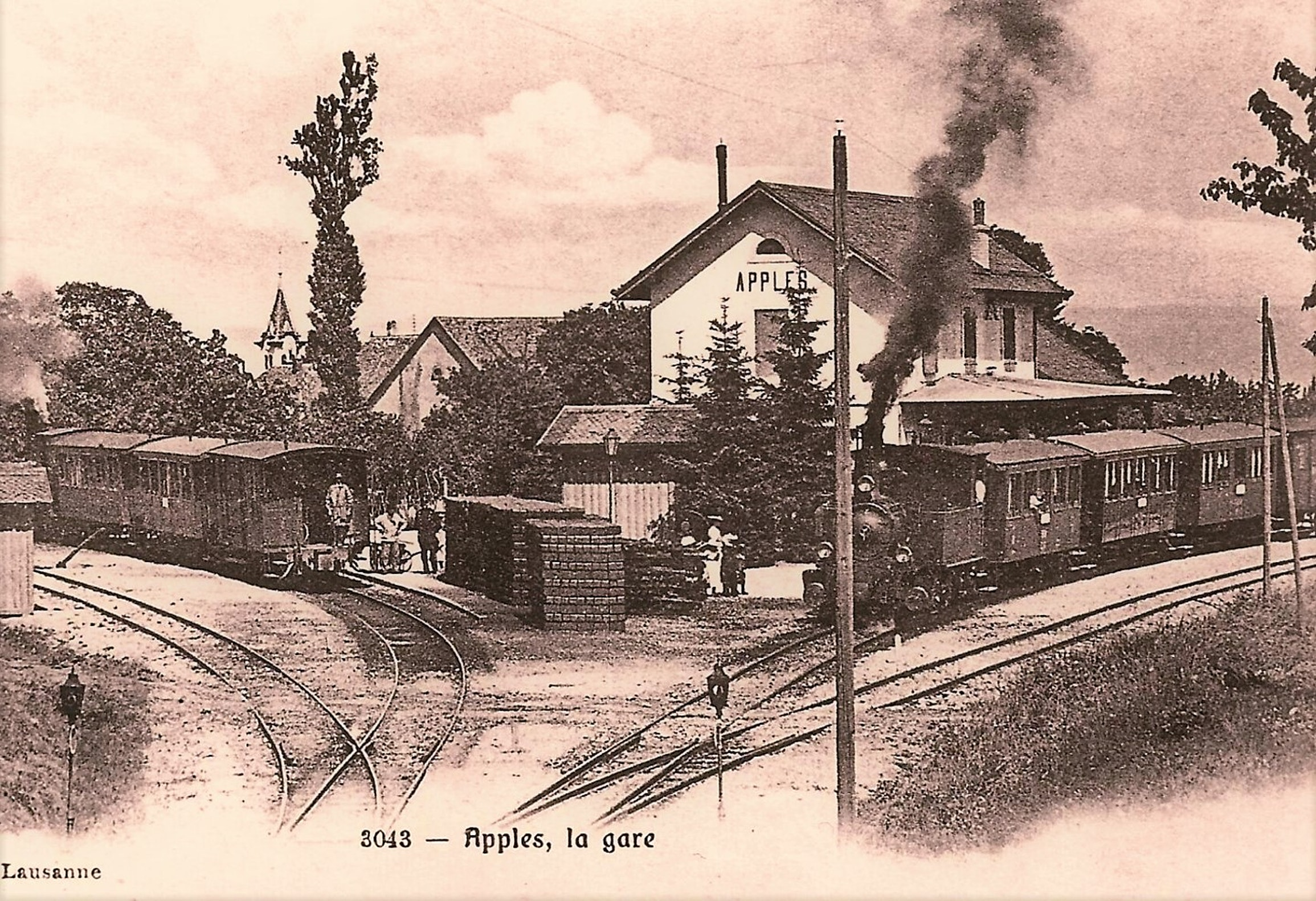
Keilbahnhof Apples um die Jahrhundertwende. Der Zug links fährt nach L’Isle, der rechts kommt von Morges.

Die Schaffung der Kaserne in Bière im Jahr 1873 und der damit anfallende Güterverkehr waren der Hauptgrund für die Projektierung einer Bahnstrecke dem Jura entlang. Geplant war eine Streckenführung von Yverdon-les-Bains über Orbe, L’Isle, Montricher, Bière, Gimel und Genolier nach Nyon. Doch dieses Projekt scheiterte wegen zu hoher Kosten.
Nach langen Bemühungen wurde am 10. Oktober 1893 die Bahngesellschaft gegründet und die Konzession für eine Schmalspurstrecke Bière–Apples–Morges beantragt. Am 5. August 1893 begannen die Bauarbeiten, am 1. Juli 1895 konnte die Strecke eröffnet werden.
In der Zwischenzeit gründeten Gemeinden und Private die Chemin de fer Apples–L’Isle (AL), die am 21. Dezember 1894 die Konzession für ihre Strecke erlangte. Die Eröffnung der nach den Normalien der BAM erbauten Zweiglinie erfolgte am 12. September 1896. Sie übergab wie die BAM die Betriebsführung der Jura-Simplon-Bahn (JS). Die AL steckte schnell in finanziellen Nöten, weshalb sie per 1. Juli 1899 von der BAM übernommen wurde.

### Dampfbetrieb

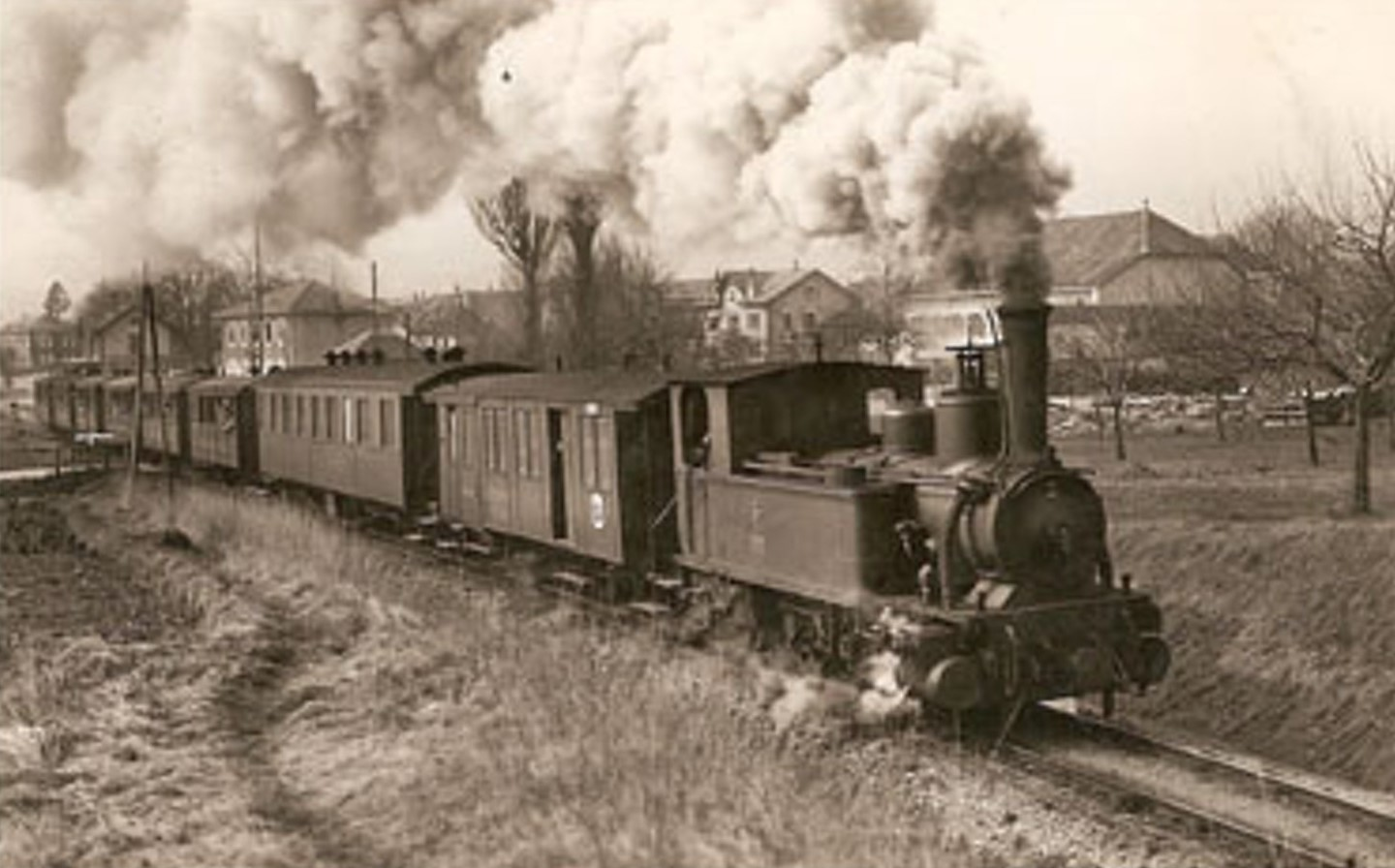
Soldatentransport mit der Dampflokomotive G 3/3 2 kurz vor der Elektrifizierung

Nach der Verstaatlichung der JS führten die SBB den Betrieb des inzwischen vereinigten Unternehmens, worauf die BAM am 1. Januar 1916 den Eigenbetrieb aufnahm. Zur Erweiterung des bei Betriebseröffnung bescheidenen Fahrzeugparks konnten eine Dampflokomotive G 3/3 von der Brünigbahn und mehrere Wagen von der Rhätischen Bahn (RhB) übernommen werden.
Die vorwiegend dem Personenverkehr dienende BAM hatte seit ihrer Eröffnung erhebliche finanzielle Probleme. Nach der Übernahme der schwer defizitären AL reichten auch die Subventionen der Anliegergemeinden zur Defizitdeckung nicht aus. Obwohl die BAM 1914 vom Kriegsausbruch profitierte, musste 1919 ihre Bilanz saniert werden, wobei die Waadtländische Kantonalbank auf geschuldete Anleihezinsen in der Höhe von 1,2 Millionen Franken verzichtete. Wie der Erste führte auch der Zweite Weltkrieg zu einem Anstieg des Verkehrs, der nach Kriegsende wieder abflachte.
Die Alterung der Dampflokomotiven und der vernachlässigte Unterhalt an Anlagen und Fahrzeugen verlangten nach einer finanziellen und technischen Sanierung, die jedoch vor dem Ausbruch des Zweiten Weltkriegs nicht mehr realisiert werden konnte.

### Elektrischer Betrieb

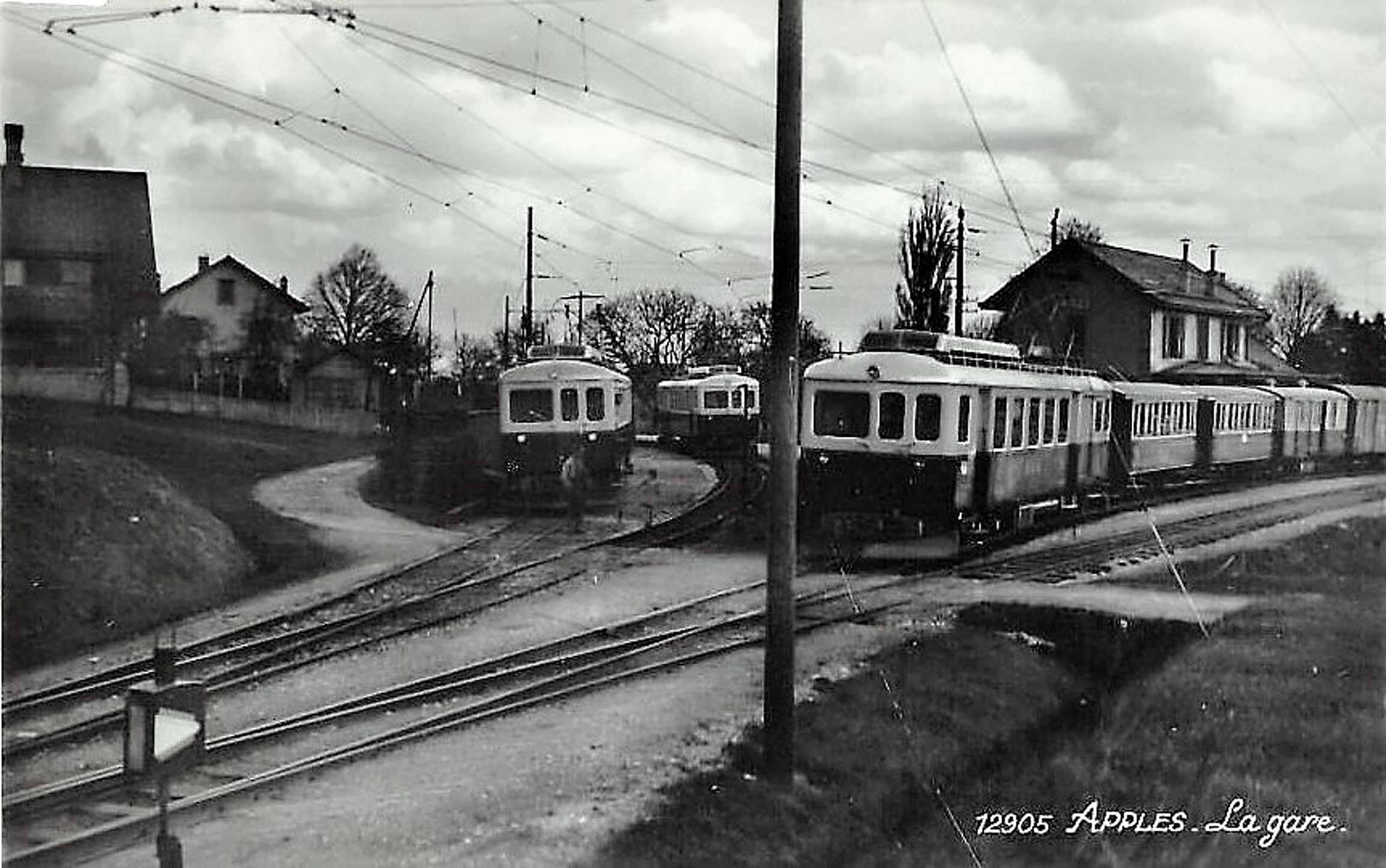
Drei Triebwagen BCFe 4/4 (BDe 4/4) im Jahr 1948 in Apples

Bereits 1904 hatte es Pläne für die Elektrifizierung gegeben, doch diese wurden erst nach Beginn des Zweiten Weltkriegs umgesetzt, als das 1939 in Kraft getretene Privatbahnhilfegesetz die Finanzierung ermöglichte. Der elektrische Betrieb zwischen Morges, Apples und Bière wurde am 11. Mai 1943 mit 15'000 Volt 16 ⅔ Hertz aufgenommen. Die BAM war die erste Schmalspurbahn in der Schweiz, die mit dem Stromsystem der SBB elektrifiziert wurde. Zwischen Apples und L’Isle verkehren die Züge seit dem 14. November 1943 elektrisch, nachdem auf Verlangen des Bundes geprüft worden war, ob auf die Zweigstrecke verzichtet werden könnte. Weil die finanziellen Mittel fehlten, musste der alte Wagenpark für den elektrischen Betrieb angepasst werden. Mit der Elektrifizierung wechselte die BAM von der Vakuum- zur Druckluftbremse und führte +GF+-Kupplungen ein.
Zu Beginn der 1960er Jahre gab es Überlegungen, den Bahnbetrieb einzustellen, doch die Anliegergemeinden wehrten sich erfolgreich dagegen. Es folgte eine gründliche Modernisierung. 1964 konnte die BAM neue Personenwagen und ein Jahr später Rollschemel beschaffen. Erst 1978 konnten zur Entlastung der aus den 1940er Jahren stammenden fünf Triebfahrzeugen drei neue Triebwagen bestellt werden.
1986 verursachten Kurzschlüsse Brände in den Streckenkabel. Dies veranlasste die BAM, die überalterte Fahrleitung zu erneuern und die Holzmasten durch Differdingermasten zu ersetzen.
Zwischen 1992 und 1995 wurde der Bahnhof Morges komplett neu gebaut. Die BAM erhielt einen überdachten Bahnsteig, und die ursprünglich stark verflochtenen Normal- und Meterspurgleise, zum Teil mit Dreischienengleisen, wurden getrennt. 1994 lieferte die Industrie zwei leistungsfähige Umrichterlokomotiven Ge 4/4 für den Güterverkehr. Die Eröffnung des Anschlussgleises zur Kaserne in Bière erfolgte am 10. April 1997.
Zur Einführung des Halbstundentakts und wegen der Verkehrszunahme durch die umfangreichen Kiestransporte wurde 2014/15 bei Chigny ein Doppelspurabschnitt erstellt. Er ist in der Mitte mit einem Spurwechsel und einer Blockstelle unterteilt. Damit können sich zwei Personenzüge kreuzen, während ein Güterzug auf die Weiterfahrt wartet.

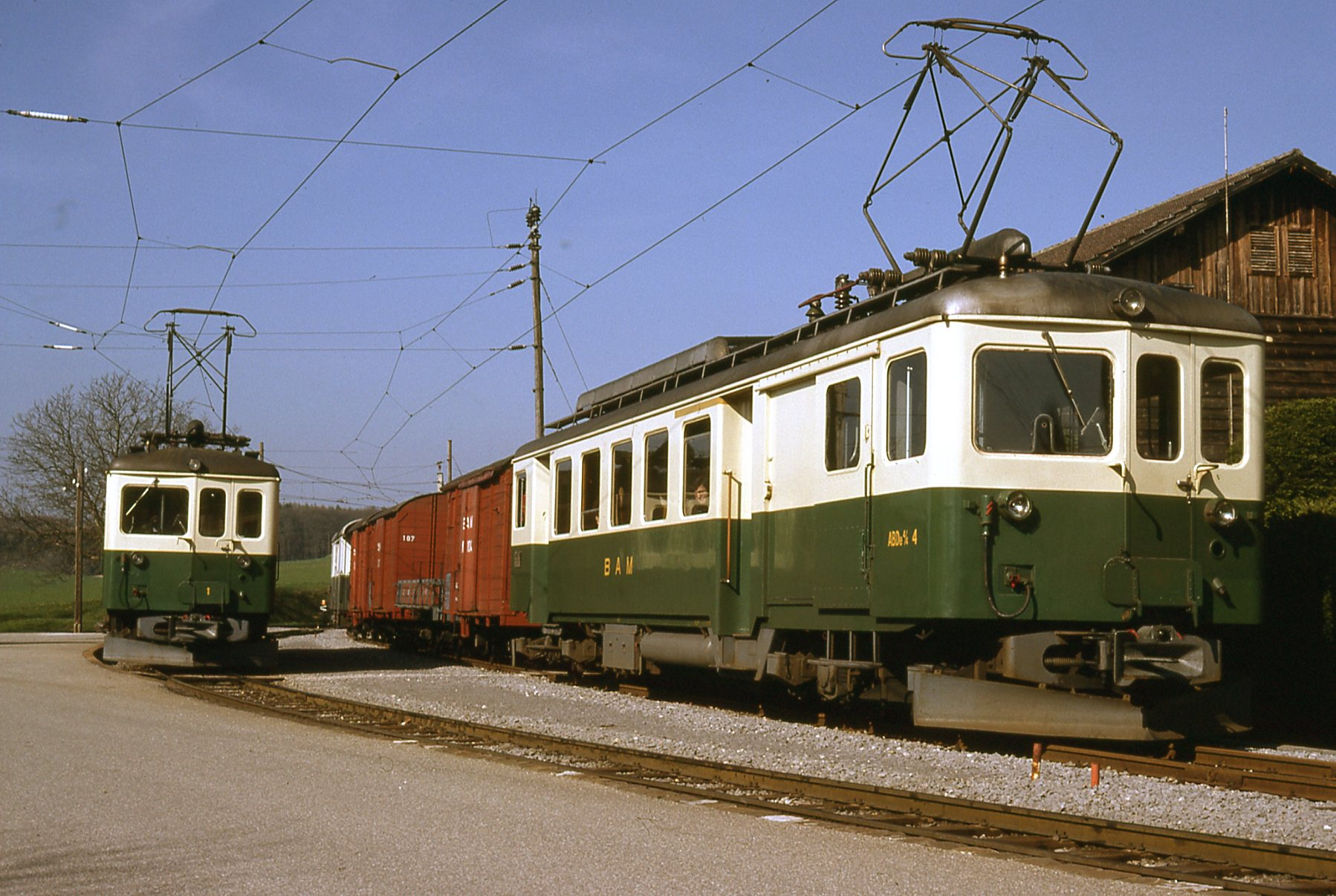
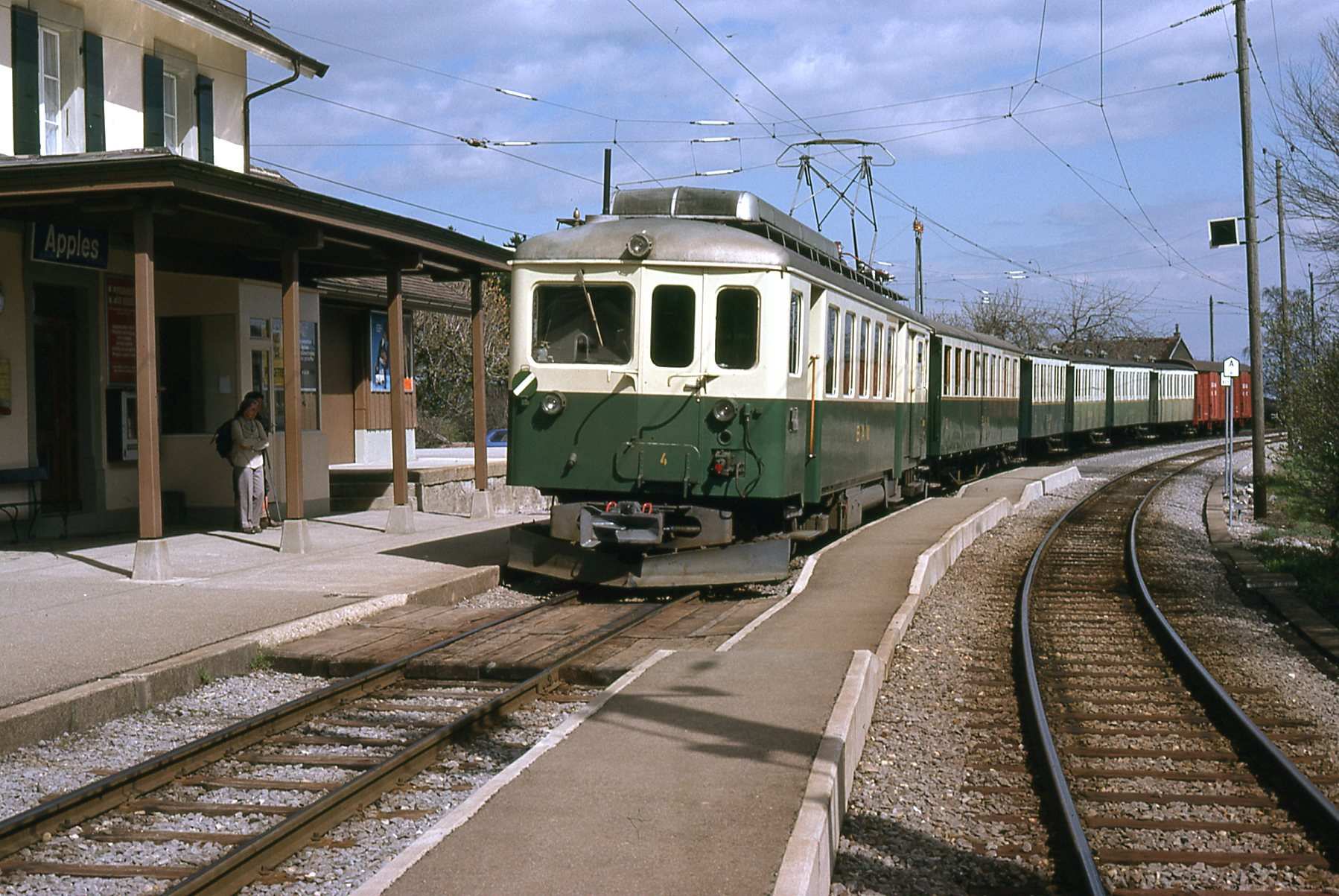
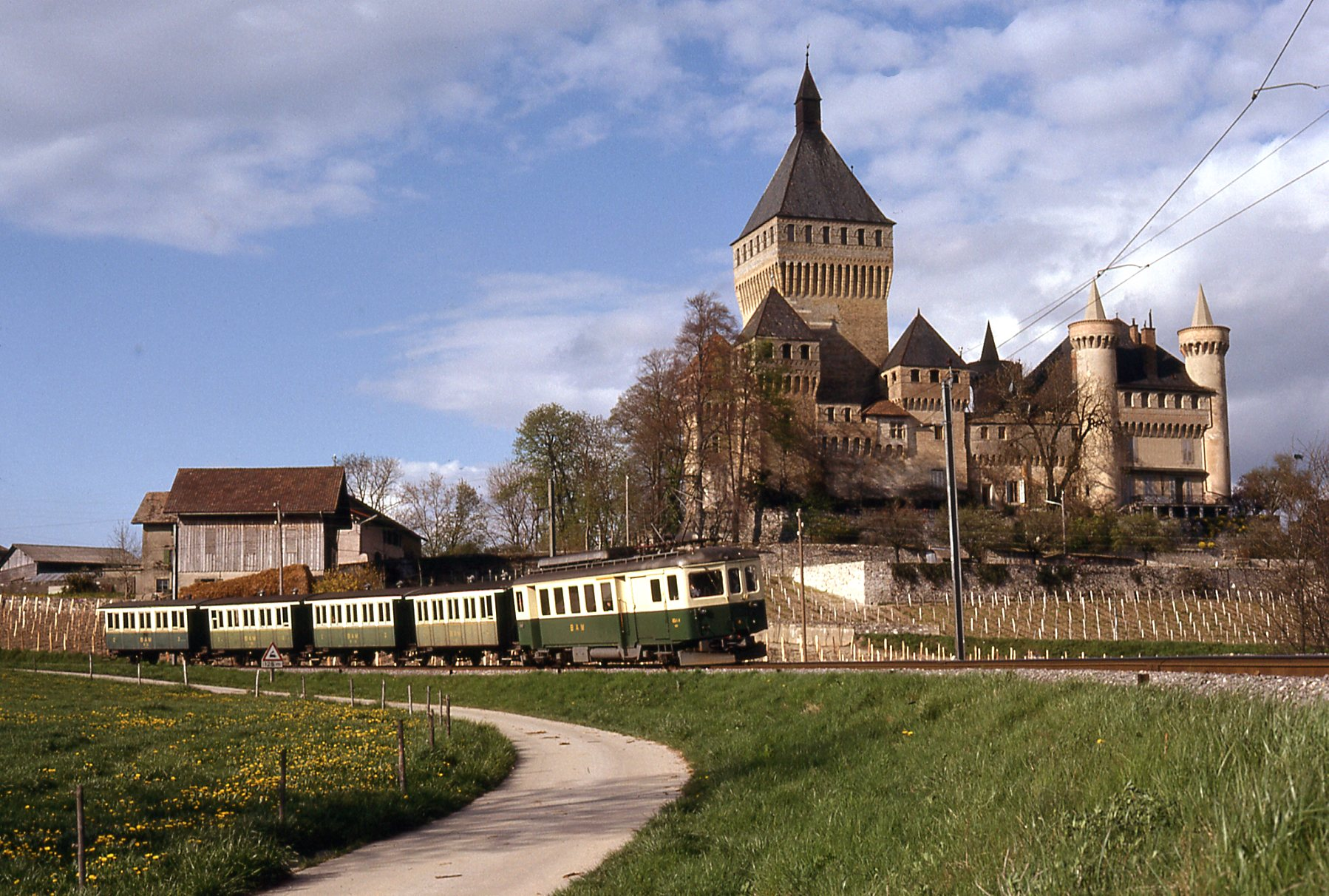

Bildeindrücke aus der Zeit um 1970:

### Unfälle
- Am 25. März 1983 führte die Entgleisung von Rollböcken in der Vufflens-Kurve zum Auslaufen von Öl aus zwei Kesselwagen, worauf das Erdreich ausgebaggert werden musste.
- 1984 stiess ein Weidevieh ein Tränke um. Diese geriet auf das Gleis und führte zur Entgleisung eines Steuerwagens. Der Schaden an Triebwagen und Fahrleitung betrug fast eine Viertelmillion Franken.
- 1986 forderte die Kollision eines Zugs der BAM mit einer SBB-Rangierkomposition das Leben eines SBB-Angestellten.
- Am 27. Oktober 1997 erfasste auf einem unbewachten Bahnübergang bei Bussy ein Regionalzug ein aus einem Traktor und zwei Anhängern mit zwölf Tonnen Zuckerrüben bestehendes Gefährt. Der Steuerwagen entgleiste und prallte in einen Fahrleitungsmast. Der Lokomotivführer verstarb, vier Passagiere wurden verletzt, der Landwirt blieb unverletzt.[6][7]

## Güterverkehr

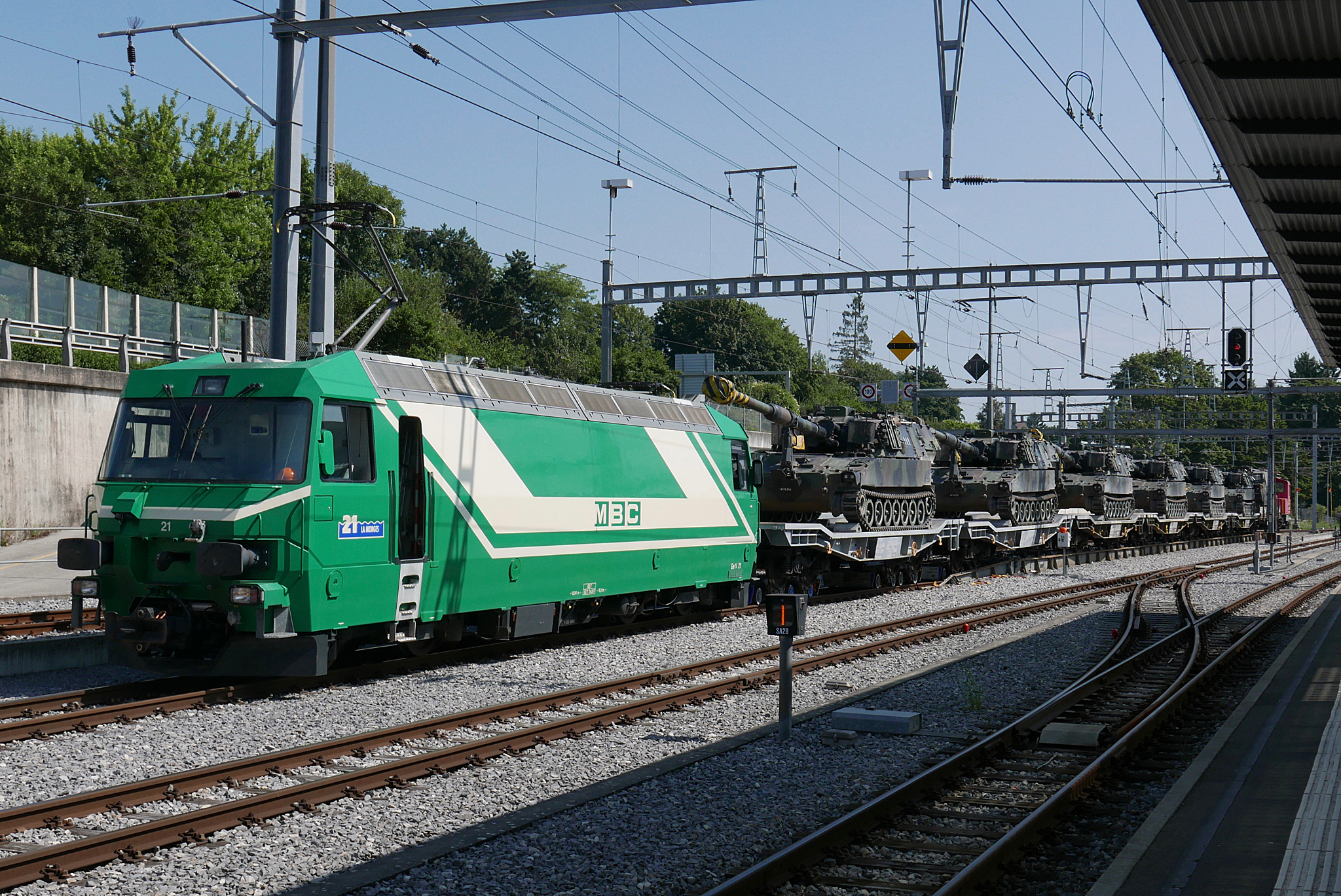
Güterzug mit aufgebockten Panzertransportwagen in Morges

Bei der Betriebseröffnung besass die BAM rund ein Dutzend Güterwagen, wenig angesichts des Waffenplatzes in Bière und der Bedeutung der Landwirtschaft. Obwohl die Trassierung problemlos den Rollschemelbetrieb erlaubt, wurde er erst 1965 eingeführt. 1981 ging die BAM zum Rollbock-System Vevey über. Damit konnten auch die etwas höheren Panzer 87 (Leopard 2) transportiert werden. Anfänglich entgleisten mehrmals Rollböcke, und die Normalspurwagen kippten um. Seit man diese direkt an das Triebfahrzeug kuppelt, kommt es nicht mehr zu Achsentlastungen des an der Zugspitze laufenden Rollbocks. Die schmalspurigen Güterwagen wurden veräussert oder zum grossen Teil bereits 1976 bis 1978 abgebrochen. Seit den 1990er Jahren wird der Güterverkehr fast ausschliesslich mit Normalspurwagen abgewickelt.
Zu Beginn der 2010er Jahre transportierte die BAM jährlich rund 40'000 Tonnen Güter, vorwiegend Armeepanzer, Zuckerrüben und Getreide. Im Herbst 2013 nahm sie den Transport von etwa 170'000 Tonnen Kies pro Jahr aus Apples nach Morges und weiter auf der SBB-Strecke nach Gland auf. Um die Kiesgrube auszufüllen, beförderten die MBC in der Gegenrichtung 100'000 Tonnen Aushubmaterial. Dafür war der Kauf von 20 dazu geeigneten Güterwagen notwendig. Für die Traktion auf dem Normalspurabschnitt Morges–Gland erwarben die MBC von der BLS die dort nicht mehr benötigte Re 420 506. Die gleichzeitig von den Travys übernommene Re 420 503 dient als Reserve.

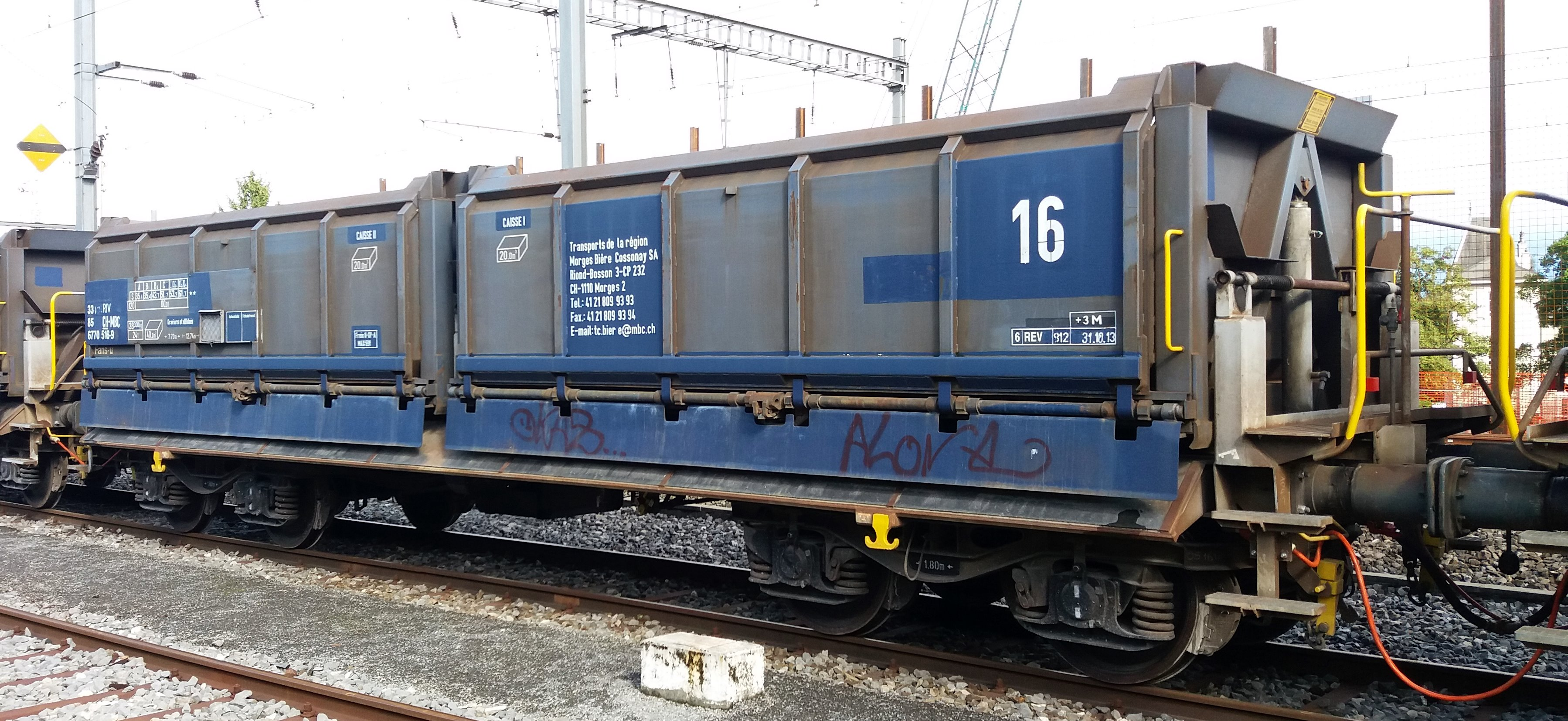
Normalspurwagen des Typs Fans-u der MBC für Kiestransporte
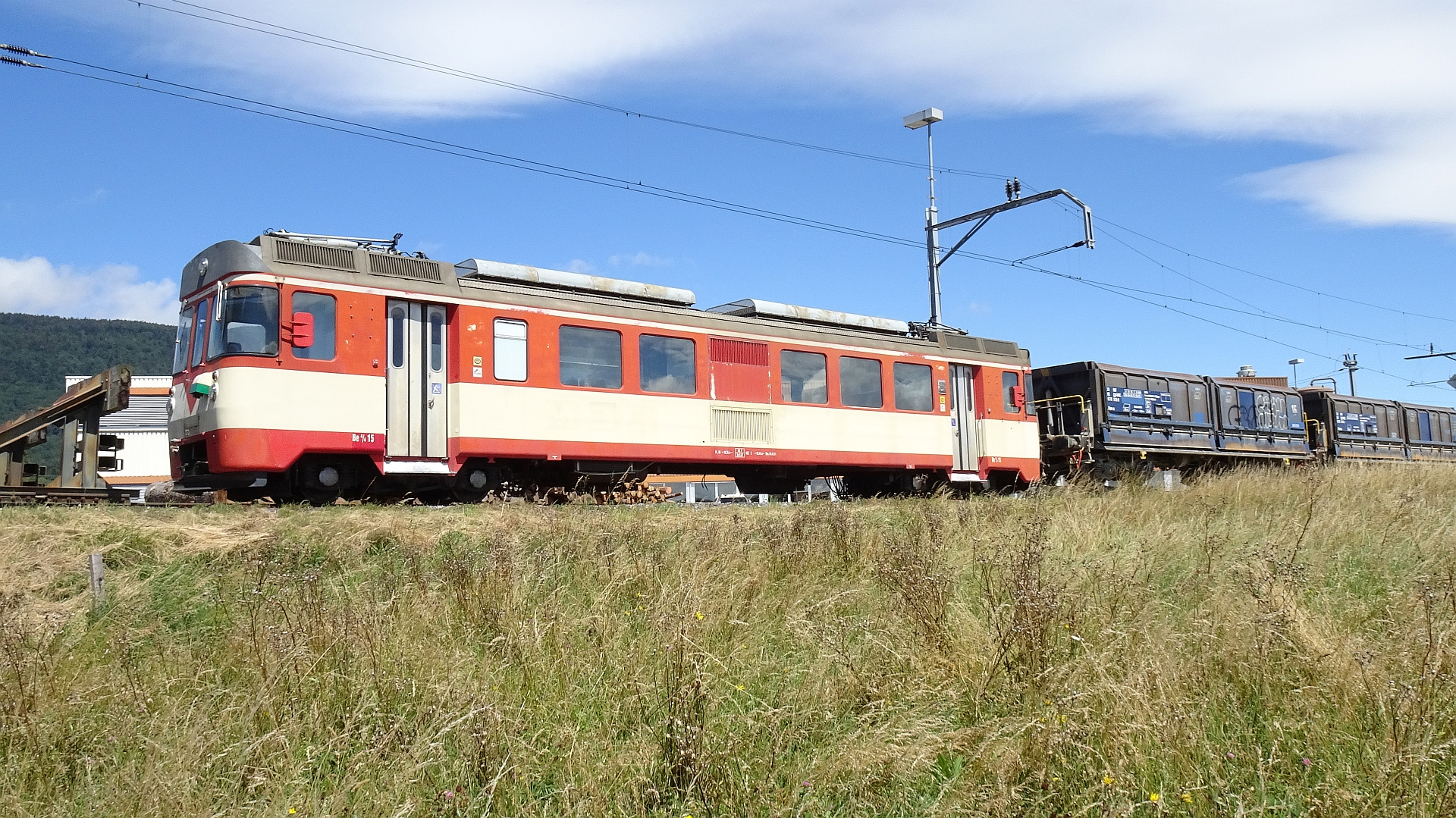
Triebwagen Be 4/4 15 mit Güterwagen Typ Fans-u
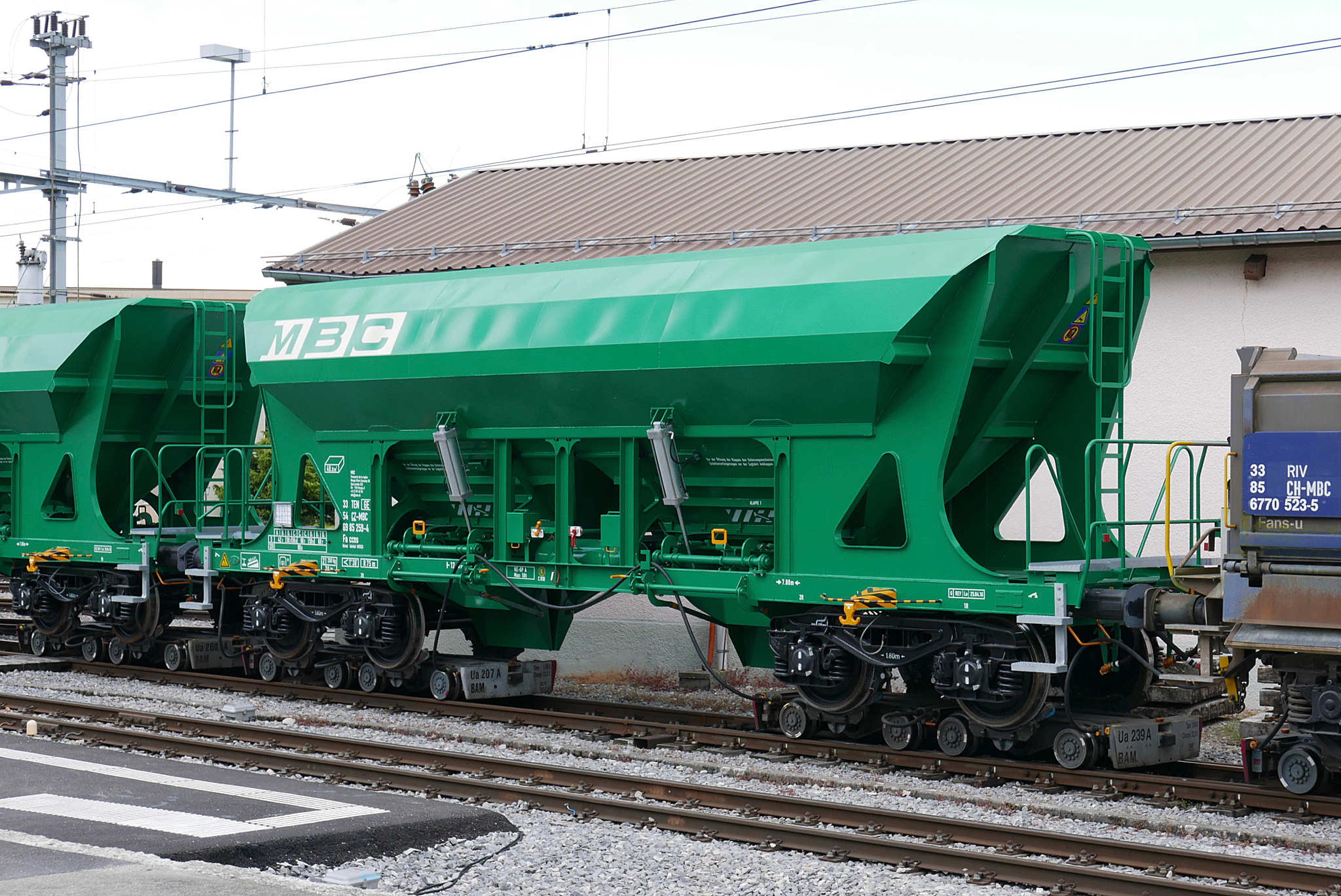
Aufgebockter Selbstentladewagen Typ Faccns der MBC
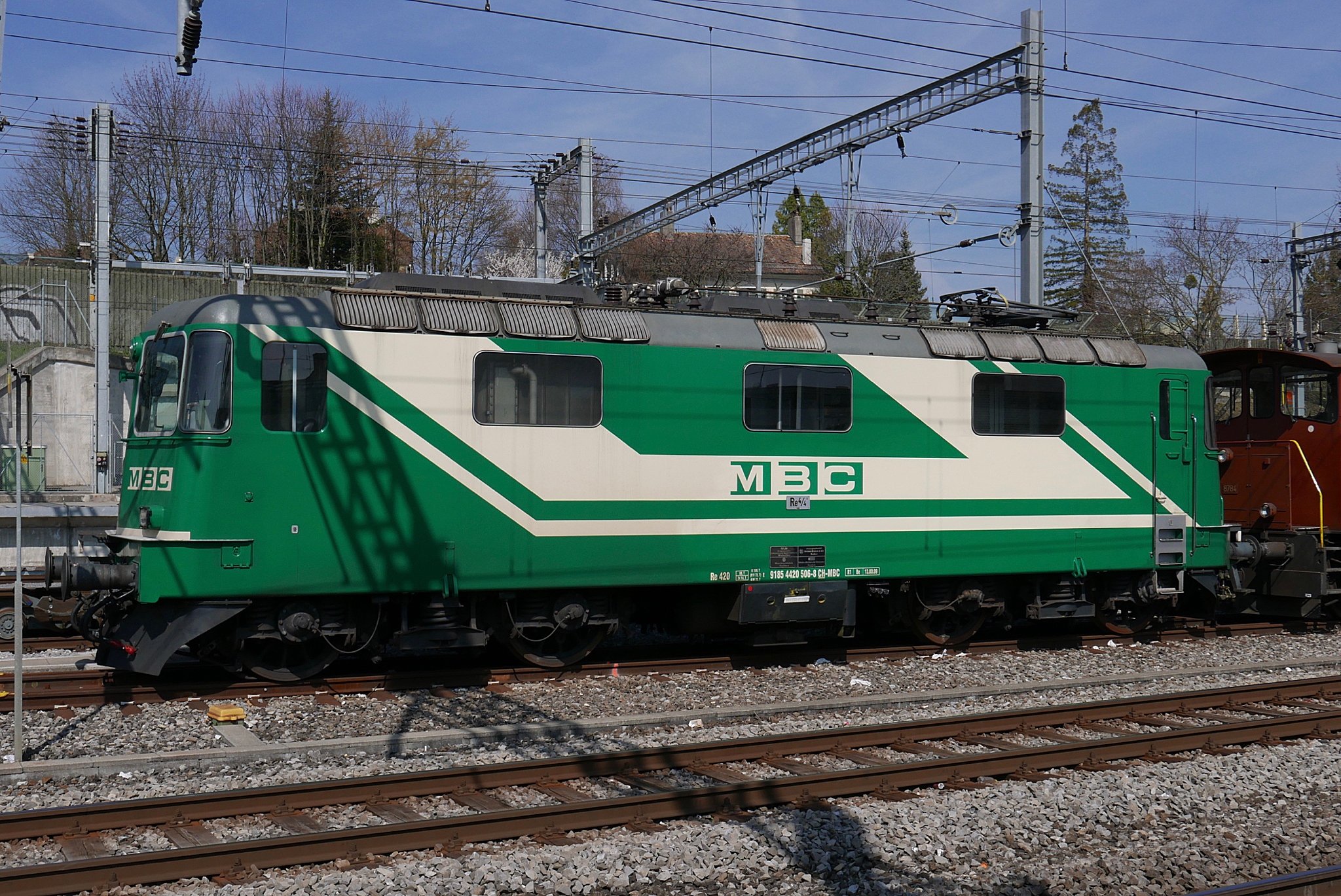
Normalspurige Güterzuglokomotive Re 420 506

## Rollmaterial

### Elektrische Triebfahrzeuge

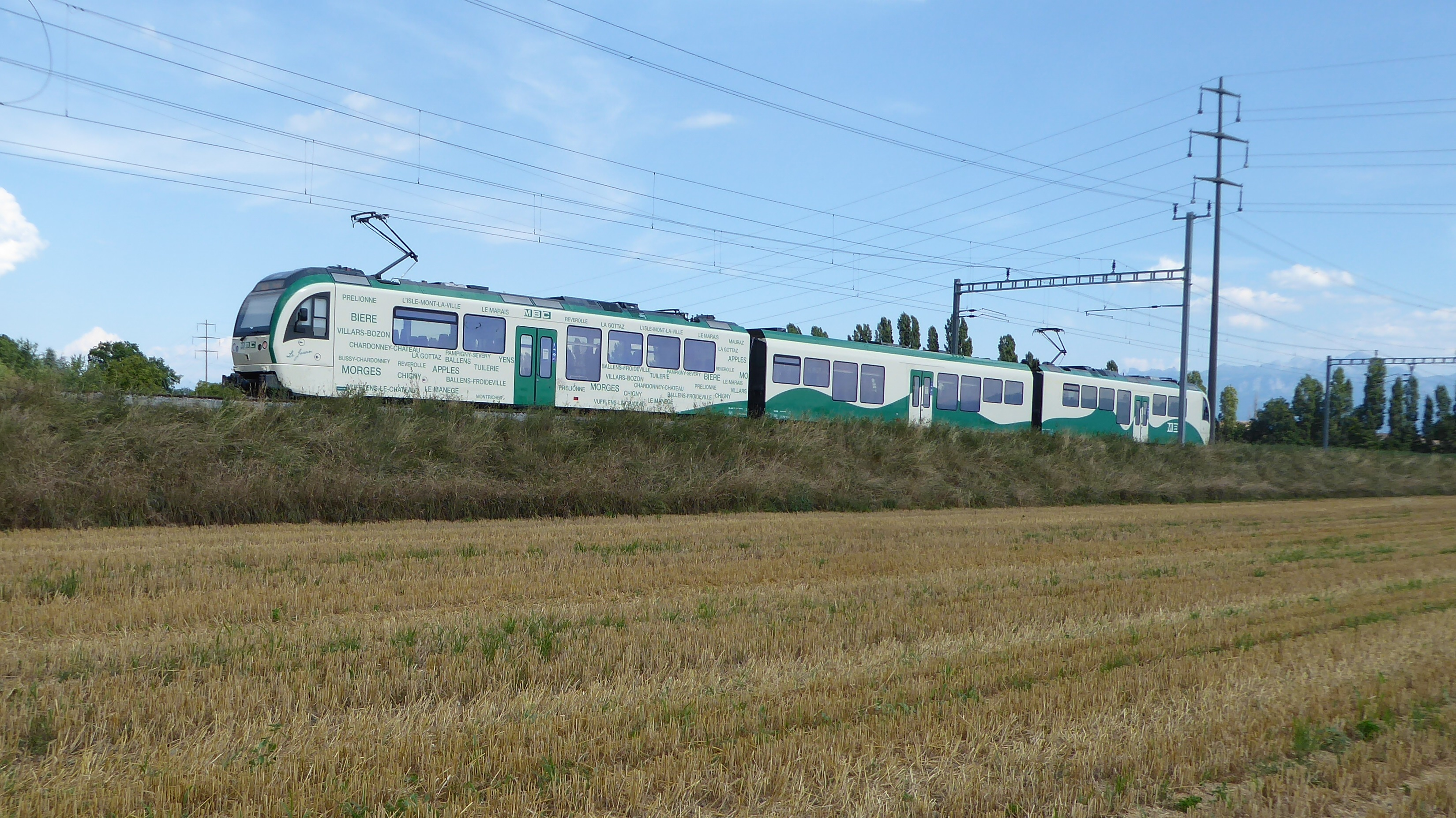
Zwei Be 4/4 mit Niederflur-Zwischenwagen auf dem Doppelspurabschnitt bei Chigny

Im Rahmen einer Gemeinschaftsbestellung mit den Travys, der MOB und den TPF lieferte Stadler 2015/2016 drei zweiteilige Triebzüge Be 4/4 + Be 4/4 und einen dreiteiligen Triebzug Be 4/4 + B + Be 4/4. Die Zweiteiler wurden mit den 2010 ausgelieferten Niederflurwagen zu Dreiteilern ergänzt. Die Fahrzeuge lösten einen Teil der Pendelzüge von 1981 ab und ermöglichen den Halbstundentakt zwischen Morges und Bière.
2021 schrieben die MBC gemeinsam mit der MOB bis zu zehn Lokomotiven aus. Die Maschinen der MBC werden für 15'000 Volt Wechselspannung, die der MOB für 900 und allenfalls für 1500 Volt Gleichspannung ausgelegt. Sie sollen in Doppeltraktion auf der 35 Promille steilen Strecke der BAM bis zu 680 Tonnen Anhängelast befördern. Ein Teil der Lokomotiven soll zusätzlich über einen Dieselmotor für den Betrieb auf nicht elektrifizierten Gleisen verfügen.
1981 erhielt die BAM drei Triebwagen Be 4/4 11–13 und ein Jahr später dazu passende Steuerwagen Bt 51–53. Diese Pendelzüge wurden gemeinsam mit der Chemin de fer Yverdon–Ste-Croix (YSteC) beschafft. Eine der Kompositionen der Travys, der Nachfolgerin der YSteC, übernahmen die MBC im Jahr 2004. Die beiden modernen Lokomotiven Ge 4/4 21 und 22 von 1994 werden im Güterverkehr eingesetzt.
Für die Aufnahme des elektrischen Betriebs 1943 beschaffte die BAM die BDe 4/4 1–4, die bis 1981 den gesamten Verkehr bewältigten. Ein fünfter Triebwagen aus dem Jahr 1949 wurde 2023 abgebrochen. Der TW 2 von 1943 bleibt als historisches Fahrzeug «train rétro» erhalten.

### Traktoren
Im Jahre 2006 kaufte die Bahn für die Rollbockmanöver im Bahnhof Morges von den SBB die beiden normalspurigen Rangiertraktoren Te III 147 und 155. Diese wurden notwendig, nachdem SBB Cargo das Rangierteam aus Morges abgezogen hatte. Im Rahmen einer Gemeinschaftsbestellung beschaffte die BAM bei RACO den Dieseltraktor Tm 41, der 1989 in Betrieb gesetzt wurde.

### Reisezugwagen

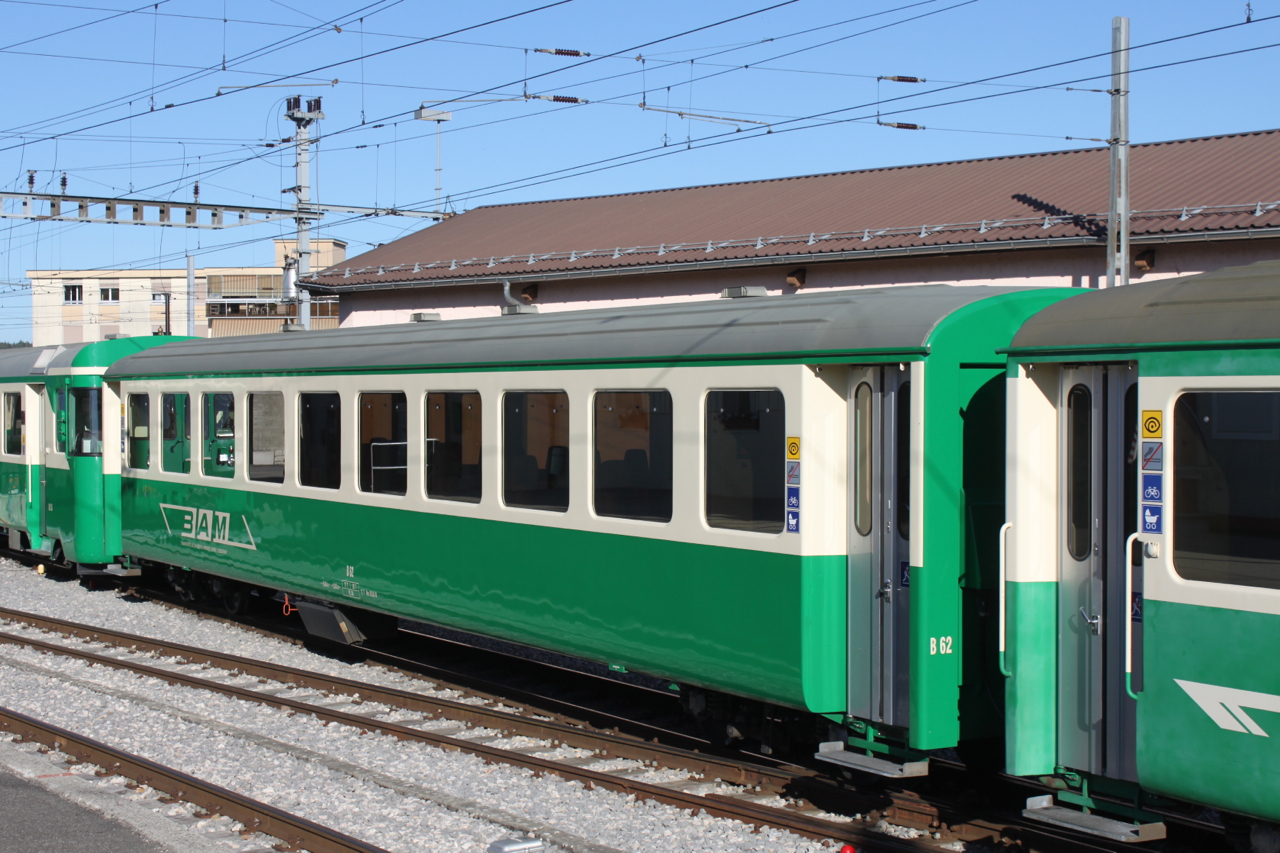
Einheitswagen B 62 im Jahr 2011

Im Jahre 2010 lieferte Stadler Altenrhein drei Zwischenwagen mit Niederflureinstieg. Sie wurden in den vorhandenen Pendelzügen eingereiht, um der gestiegenen Verkehrsnachfrage und den Anforderungen des Behindertengleichstellungsgesetzes zu genügen.
Vier FFA-Einheitswagen I, wie sie auch die Rhätische Bahn (RhB) besitzt, rundeten ab 1964 den Wagenpark ab. Sie konnten als Zwischenwagen in die Pendelzüge eingereiht werden.
Drei Einheitswagen wurden 2019 nach Conakry, der Hauptstadt Guineas, verschifft.

### Dampflokomotiven
Vor der Elektrifizierung besass die BAM vier Tenderlokomotiven der Bauart G 3/3 mit den Nummern 1–4. 1921 übernahm sie von der SBB-Brünigbahn die G 3/3 109 und stellte sie als Nummer 6 ein. 1943 wurde diese Lok an die Firma Renfer in Biel-Mett verkauft und kam auf der dortigen Industriebahn zum Einsatz.
1941 kam die HG 3/4 7 von der Furka-Oberalp-Bahn (FO) als Kriegsreserve zur BAM. Im Gegenzug wurde die G 3/3 2 als fahrdrahtunabhängige Reserve auf der Montreux-Berner Oberland-Bahn (MOB) stationiert. Der Zahnradantrieb der HG 3/4 wurde ausgebaut und durch Ballast ersetzt. Sie bewältigte eine Anhängelast von 110 Tonnen gegenüber 55 Tonnen der G 3/3. Die HG 3/4 wurde 1946 nach Frankreich verkauft.
Von den Dampflokomotiven ist die ehemalige Brünigbahn-Tenderlokomotive G 3/3 6 bei der Museumsbahn Blonay–Chamby erhalten geblieben.

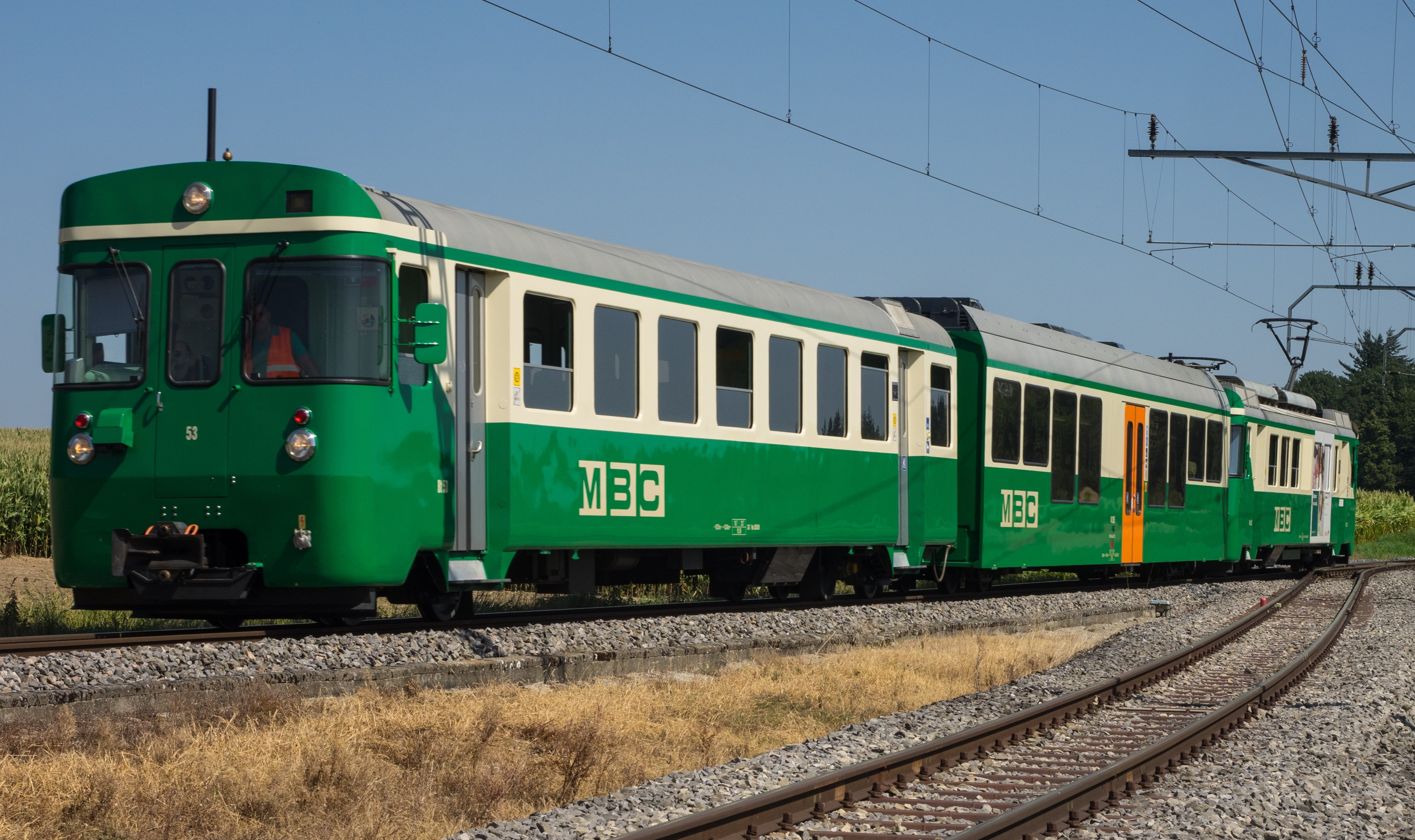
Pendelzug mit Bt 53 und Be 4/4, dazwischen Niederflurwagen aus dem Jahr 2010
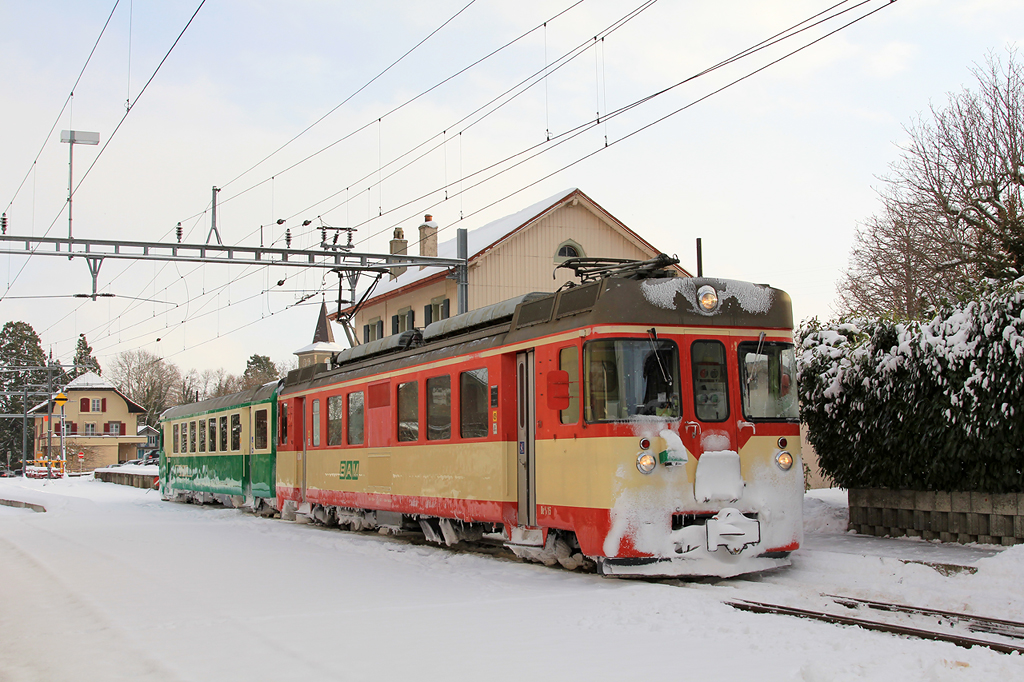
Be 4/4 15 im ursprünglichen Anstrich der Travys in L’Isle
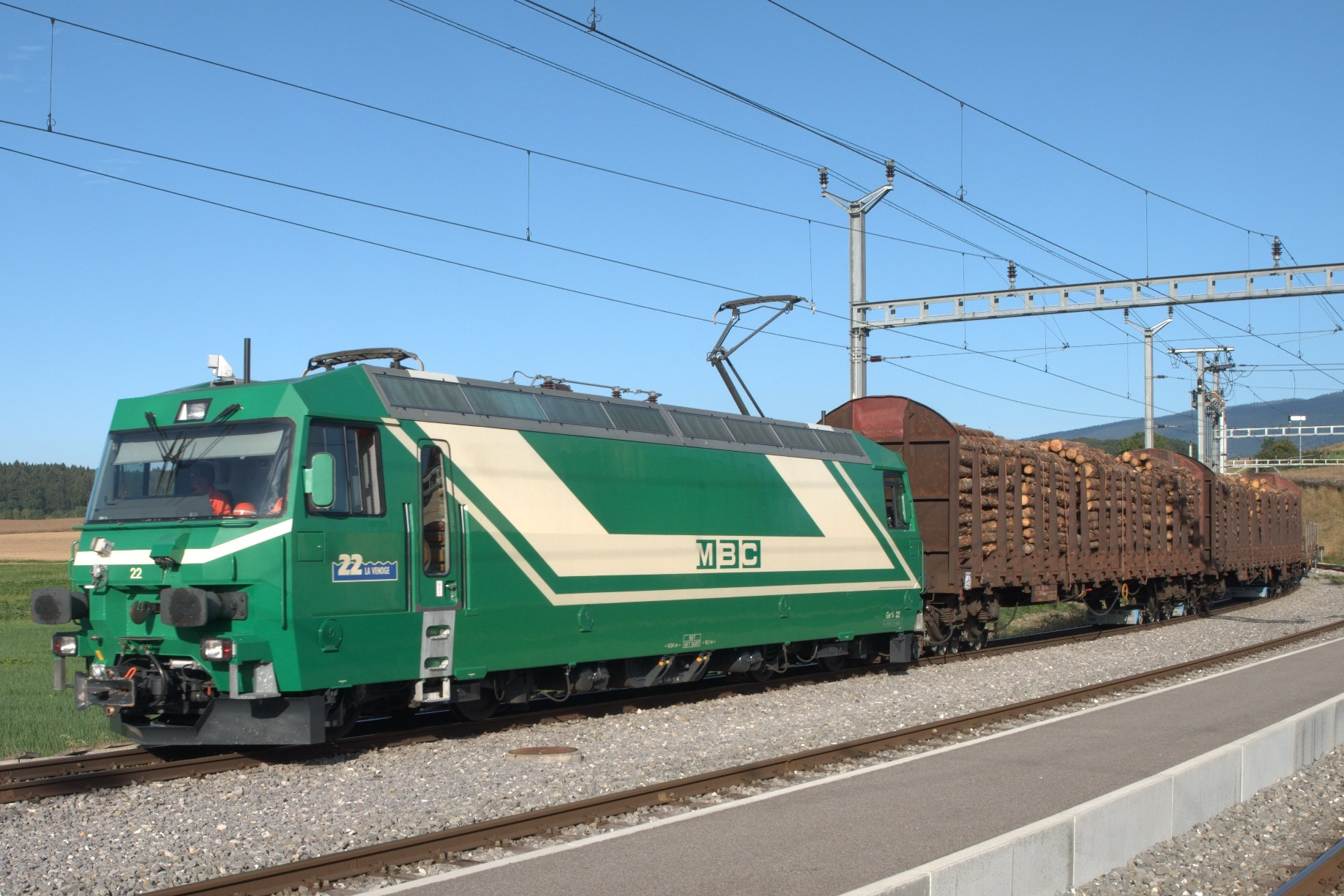
Ge 4/4 22 und zwei mit Holz beladende Güterwagen in Apples
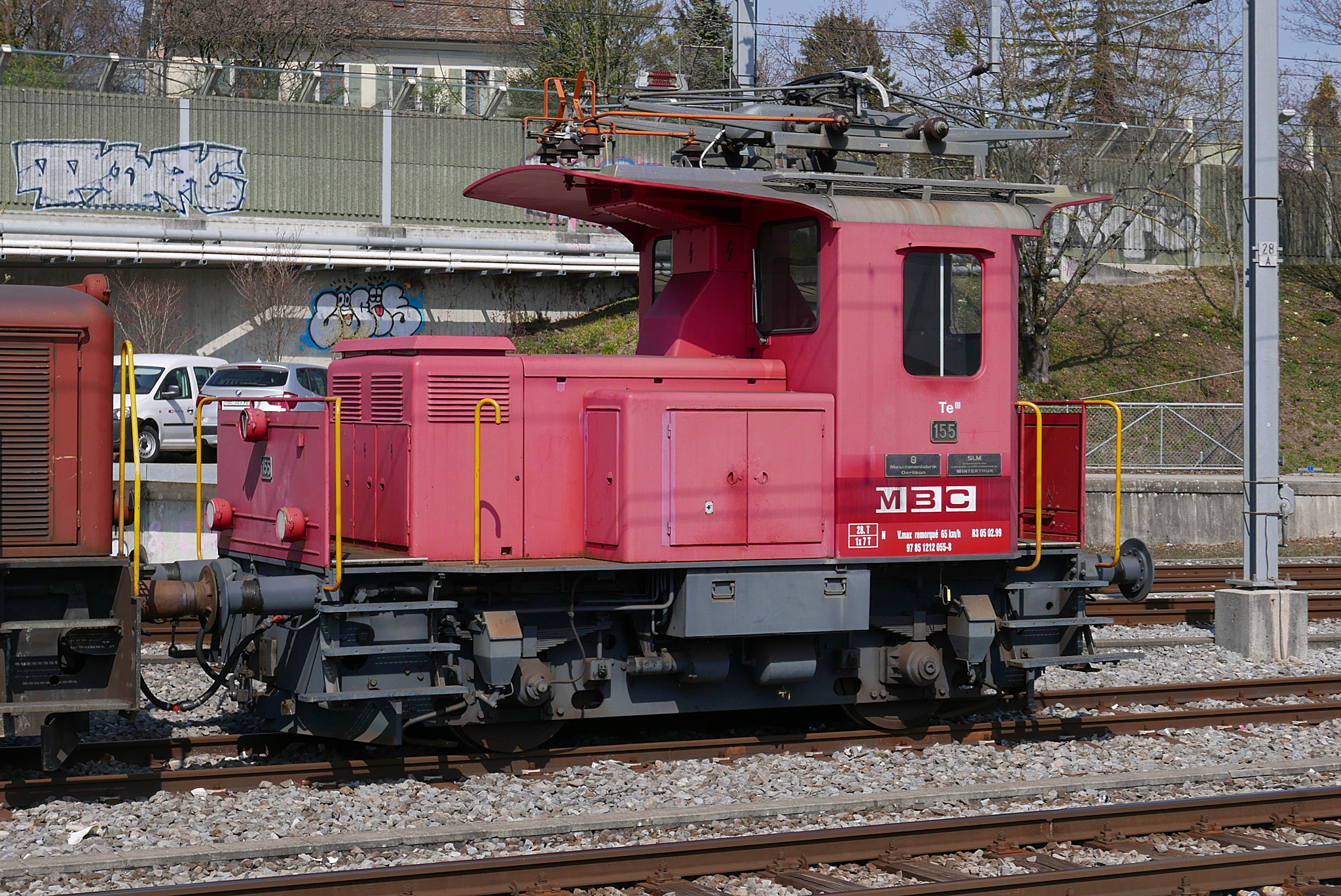
Traktor Te 155 in Morges

## Busbetrieb
1929 setzte die BAM erstmals einen betriebseigenen Autobus ein, als die Strecke Apples–Bière wegen Schneeverwehungen gesperrt war. 1954 übernahm die BAM Postautokurse, was zu einer Erweiterung des Wagenparks zwang. Mit Lastwagen wurden Aufträge für die Schneeräumung übernommen. 1966 wurde ein Minibus erworben, der schlecht ausgelastete Züge der Zweiglinie ersetzte und Schülertransporte ausführte. 1978 wurde der Lastwagen- und Ausflugsverkehr ausserhalb des eigenen Einzugsgebietes eingestellt.
1980 begann die BAM, in der Region Morges einen Busbetrieb aufzubauen. 1985 wurden die zuvor eingesetzten Minibusse durch grössere Fahrzeuge ersetzt. Unterdessen betreiben die MBC einen stattlichen Fahrzeugpark.